# 藥物與個人護理用品對環境的影響
最晚從1990年代起，就有人開始研究藥物與個人護理用品對環境的影響（英語：Environmental impact of pharmaceuticals and personal care products）。 這類藥物與個人護理用品的簡稱為PPCPs，包含有個人為健康，或是化妝原因而使用的物質，以及農業企業用來促進牲畜生長或健康的產品。世界上每年生產的PPCPs超過兩千萬噸。歐盟已宣布這類可能會導致水污染和土壤污染的殘留為“需優先注意物質”。[3]
在世界各地的水體中均可檢測到PPCPs。目前需要進行更多的研究以評估其毒性、持久性和生物累積的風險，但目前的研究已顯示個人護理用品會影響到環境和其他物種（例如珊瑚礁和魚類。）PPCPs包含持久性污染環境藥物 (簡稱EPPPs)，這些是持久性有機污染物。它們無法在傳統的污水處理廠中去除，需要經過第四道處理階段才能達成目的，但很多污水處理廠都沒這樣的設備。

## 綜述
自1990年代以來，藥物造成的水污染開始成為令人關注的環境問題（參見環境問題列表）。美國許多公共衛生專業人員在1970年代開始撰寫有關水道中藥物污染的報告。大多數藥物被人類攝取，之後透過排泄而進入環境裡，由於當地公共污水處理廠無法利用過濾將之去除。這些藥物一旦進入水中，會對生物產生各種微妙的影響，但對此的研究仍然有限。藥物也會因為不當處置、含肥料的污泥和用於灌溉的再生廢水的徑流以及下水道洩漏而進入環境中。2009年，美聯社發表一份調查報告，其結論是美國製造商已合法把2.71億磅用作藥物的化合物釋放進入環境之中，其中92%是工業化學品苯酚和過氧化氫，這兩者也作為消毒藥水之用。報告並未把由一般製造商或是由製藥產業所排放者加以區分。報告也估計被醫院和長期照護機構丟棄的藥物和受藥物污染的包裝材料達到2.5億磅。這一系列文章引發美國參議院運輸安全、基礎設施安全和水質小組委員會舉行的聽證會。與此同時，歐盟是僅次於美國的世界第二大藥物消費國（佔世界總量的24%），在大多數歐盟成員國中，未使用的人用藥物大約有50%未被收集以作妥善處置。在歐盟，口服給藥的劑量中，估計有30%到90%會以活性物質的形式從人體尿液中排出。
國際醫生保護環境協會 (簡稱ISDE) 在2010年將藥物以及環境提出作為國際化學品管理戰略方法(簡稱SAICM) 中的一個新興問題時，提出持久性環境藥物污染物 (EPPP) 這個名詞。

### 安全處置
公眾可根據藥物與個人護理用品的來源和成分，透過多種可接受的方式加以處置。最符合環保的處置方法是利用社區藥物回收計劃，透過定點收集，之後再進行適當處置。美國有幾個地方的公共衛生部門已經啟動這些計劃。此外，美國緝毒局 (DEA) 會定期推動各地的回收計劃，另有與美國緝毒局配合的自願性國家回收計劃。
美國各種回收計劃由州或地方衛生部門資助，或者是透過藥房或醫療衛生提供者辦理的自願計劃執行。近年來，主張製藥產業對自己產品負責 - “從搖籃到墳墓” 的概念 - 日漸受到關注。如果在當地並無回收計劃的情況時，美國國家環境保護局 (簡稱EPA) 和美國總統行政辦公室所屬的國家藥物管制政策辦公室在2009年發表的指南中，建議消費者根據以下的步驟執行：
1. 只從從原裝的容器中取用處方藥
2. 將不用的藥摻入貓砂或咖啡渣
3. 將混合物置入封閉的一次性容器（例如夾鏈袋）中
4. 使用黑筆把原裝容器上的個人身份資料塗銷
5. 將原裝容器置入裝有混合物的容器中，一起密封後當作垃圾處理。

上述做法的目的是讓化學品與開放環境，特別是水體分離，以便有足夠的時間讓它們自然分解。
若是這些物質進入水中時，處理起來就會困難許多。污水處理廠使用不同的工藝來最大限度減少，或是完全去除這些污染物質。這是利用吸附作用（透過沉降把懸浮固體收集）來完成。另一種方法是生物降解，透過細菌和真菌等微生物，以這些污染物作為食物或將其分解，而把它們從受污染的介質中消除。

## 類型

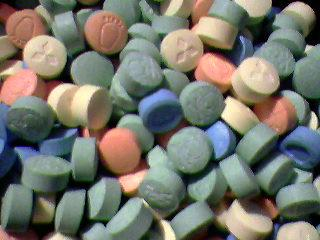
像圖中的非法藥物MDMA（俗稱搖頭丸）的痕量濃度（trace concentration）殘餘經常可在水道中發現。

供人類使用，或是供獸醫學或農業企業使用的處方藥和非處方藥是環境中常可發現的PPCPs。PPCPs中的藥物有9種：激素、抗生素、脂質調節劑（如氯貝丁酯）、非類固醇抗發炎藥、β受體阻滯劑、抗抑鬱藥、抗驚厥藥、抗腫瘤藥和診斷所用的造影劑。[2]
而有4種存在個人護理用品中：芳香味化合物、防腐劑、消毒劑和防曬乳。在化妝品、香水、女性生理用品、乳液、洗髮精、肥皂、牙膏和防曬乳中通常會添加此類物質。這些物質通常會透過人體排泄或洗滌時而進入地下或下水道，或是因透過垃圾棄置、化糞池或污水系統時而進入環境之中。[3]
有時可在水道中，甚至是在錢幣上發現非法藥物的痕跡。[4]

## 進入環境路徑
人們從2016年起開始更加關注環境中的PPCPs。造成這些物質在環境中增加的原因有兩個：由於廣泛使用，以及/或是分析技術進步，而更能檢測出這些PPCPs的存在。這些物質透過直接或間接的方式進入環境。直接方式包括醫院、家庭、工業或污水處理廠對地表水的污染。直接污染也會影響到沉積物和土壤。
因為工業化國家有法律限制，通常需要獲得許可才能生產，而普遍讓人認為（但幾乎未經證實）這類國家的藥品生產擁有良好的控制且對環境無害。然而全球藥品生產有很大部分是在低成本生產國家如印度和中國進行。印度最近發表的報告顯示這些生產場所會排放大量的物質（例如抗生素），在當地地表水中所存在的藥物水準，甚至會高於接受治療患者血液中的水準。
藥物殘留進入水生環境的主要路徑很可能是通過接受藥物治療患者的排泄。由於許多藥物並未在人體之內受到完全代謝，它們會以生物活性形式，透過尿液排出。此外，許多口服藥物並未受到腸道完全吸收以送進血液。未被吸收的部分停留在腸道中，最終通過糞便排出體外。因此，患者的尿液和糞便都含有藥物殘留。口服劑量的30%至90%通常會以活性物質形式從尿液中排出。
造成環境污染的另一來源是對未使用或過期藥物的不當處置。歐洲國家通常會設置藥物的回收系統（但不一定受到充分利用），而在例如美國，只有地方性自願倡議存在。在德國，人們被要求將未使用或過期的藥品當作家庭垃圾處理，大部分的垃圾會被焚燒，但有高達24%的液體藥品和7%的片劑或軟膏劑是經過馬桶或水槽用水沖走。
藥物經過適當方式的破壞可產生沒藥性或毒性的殘留，也不會在環境中形成類似的藥物。透過高於1000攝氏度的焚燒可達成這樣的目的，但即使是在經過如此的焚燒，所產生的殘餘灰燼也應妥善處理。
獸醫用藥或作為動物食品添加劑的藥物，因為會被排泄到土壤或可能是開放地表水中，而產生不同的問題。已知的是此類排泄物會直接影響陸地生物，導致接觸到的物種（例如蜣螂）滅絕。獸醫使用的脂溶性藥物殘留物通常會與土壤顆粒緊密結合，幾乎不會滲入地下水或當地地表水中。多數水溶性藥物殘留物會被雨水或融雪沖走，而進入地下水和地表水流之內。

## 存於環境之中
全球PPCPs的使用量一直在增加中，自1999年至2009年之間，僅美國每年開立的處方箋數量估計已由20億件增加到39億件。PPCPs因為個人活動，醫院及社區使用，以及製造、農業企業、獸醫使用的關係，而以殘留物的形式進入環境。在歐洲，通過生活廢水進入環境的藥物殘留估計約佔80%，另外的20%來自醫院。個人經過排泄和沐浴，以及將未使用的藥物直接丟棄到化糞池、下水道或垃圾中，而讓PPCPs進入環境中。由於PPCPs相對易於溶解，且在常溫下不會蒸發，因此它們通常最終會進入土壤和水體。
一些PPCPs很容易受人體或動物分解，或在環境中迅速降解。然而也有些不容易分解或降解。其分解的可能性或難易程度取決於其化學組成和化合物的代謝途徑。

#### 在河流中
在2022年對世界所做最全面的河流藥物污染研究發現，這種污染威脅到“超過四分之一受研究地點的環境和/或是人類健康”。這項研究調查針對104個國家中的258條河流，設有1,052個採樣點，受到污染影響的人達到4.7億。研究發現“污染最嚴重的地點發生在低收入和中等收入國家之內，同時與薄弱的廢水和廢物管理基礎設施，以及薄弱的製藥過程地區有關聯”，同時列出最常檢測出的藥物殘留項目。

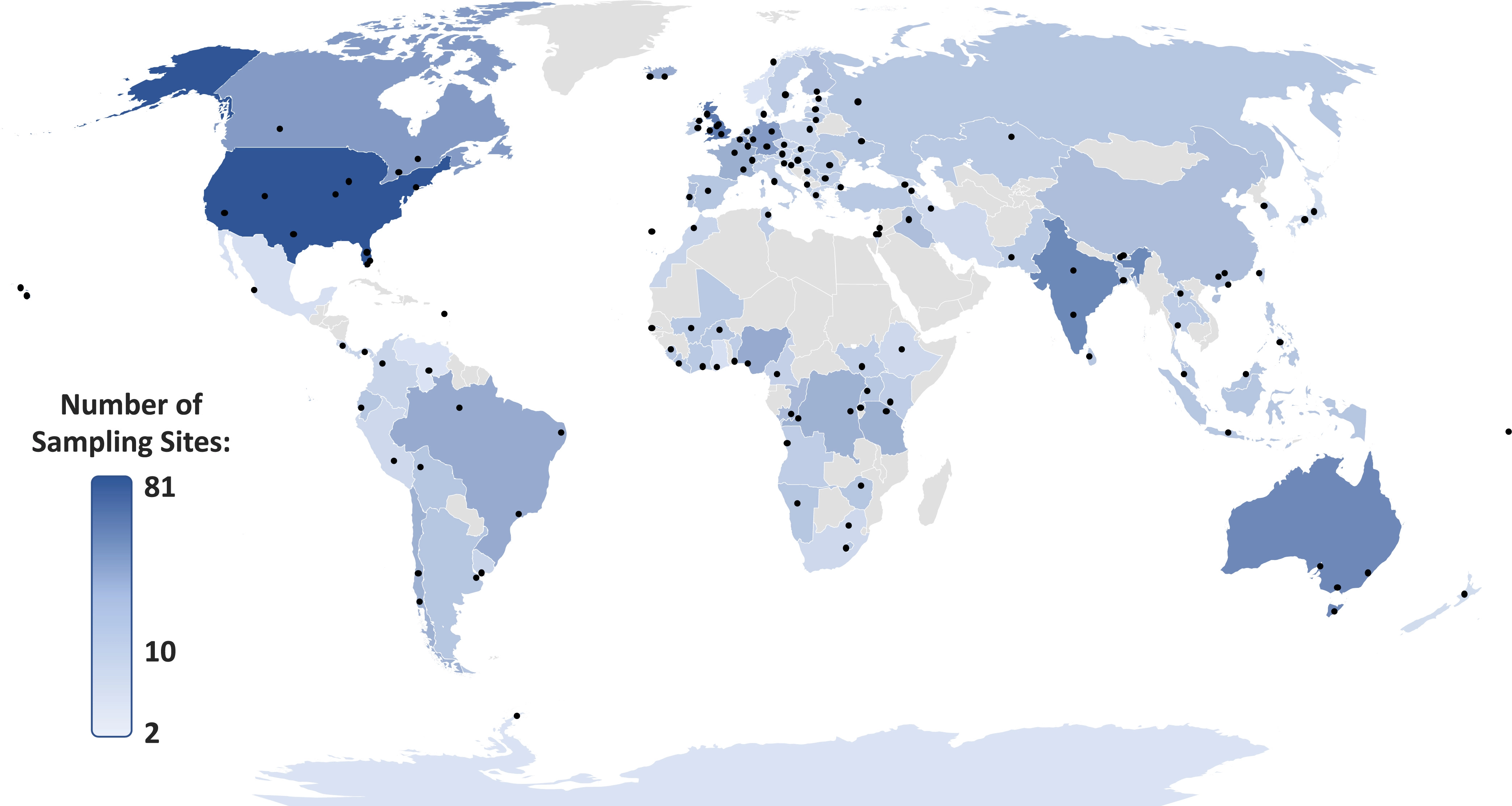
2022年對世界所做最全面的河流藥物污染調查的地點示意圖
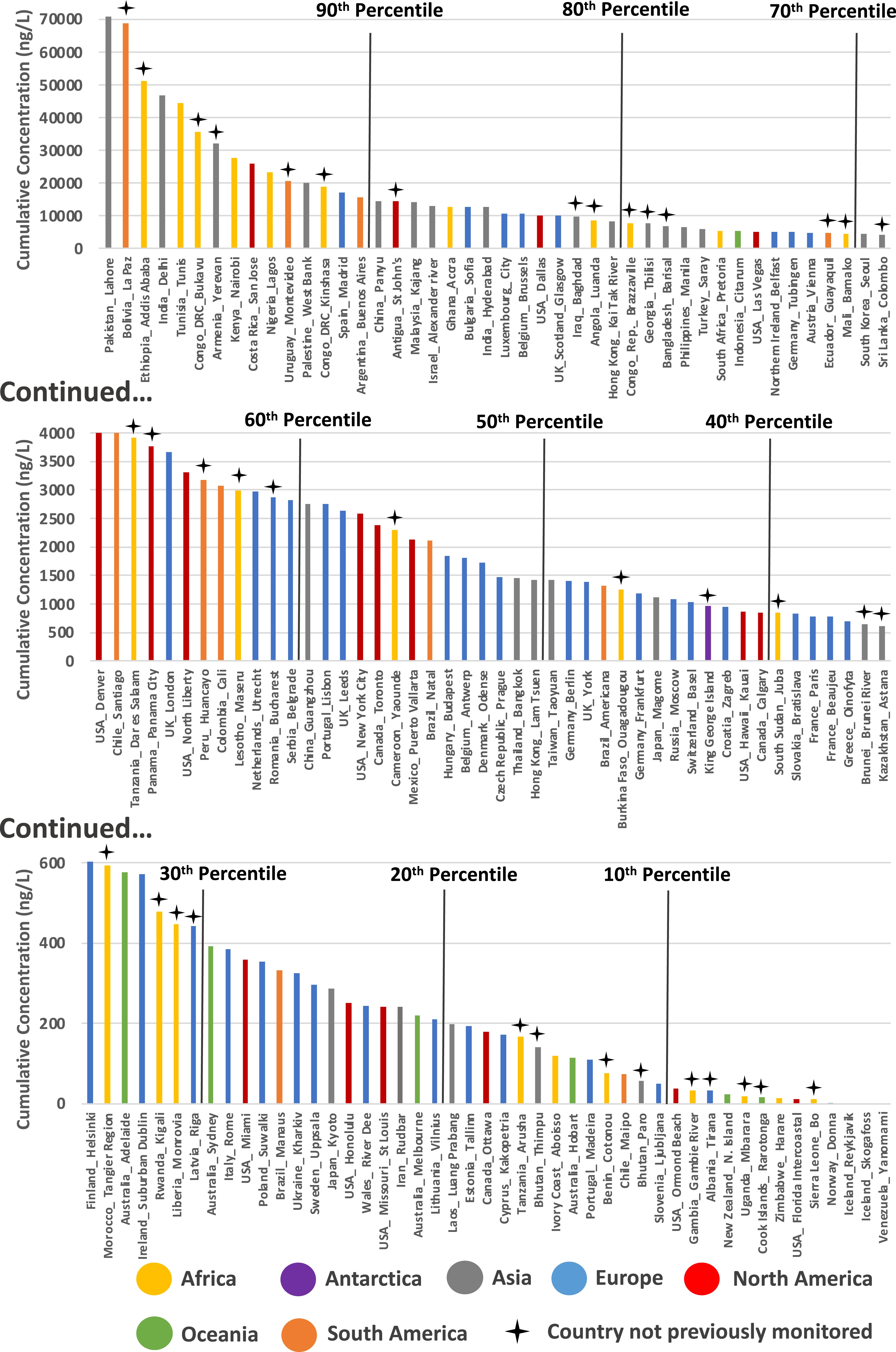
2022年調查中各國河流的藥物含量
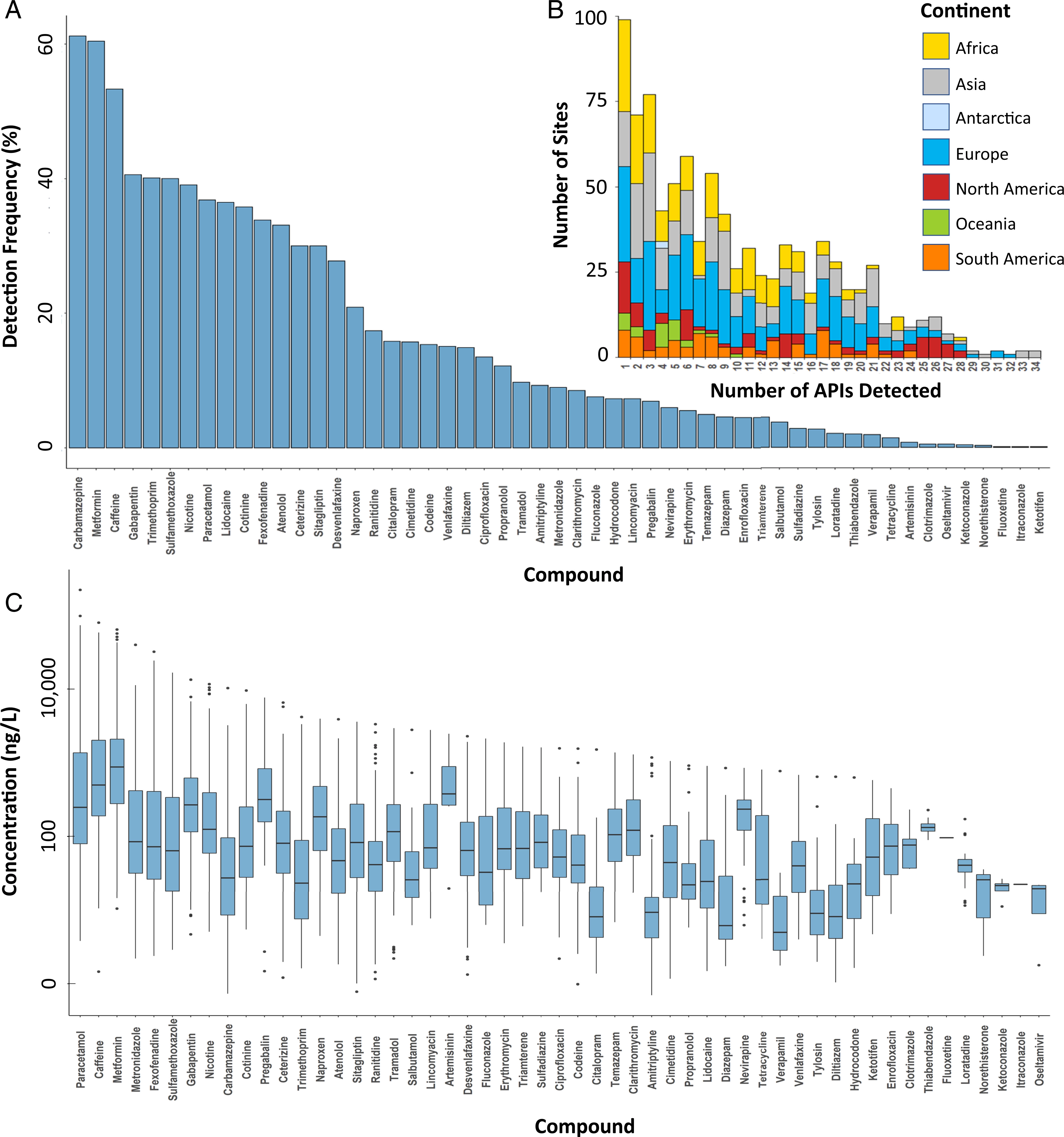
調查頻率以及所發現的不同藥物有效成分（APIs）
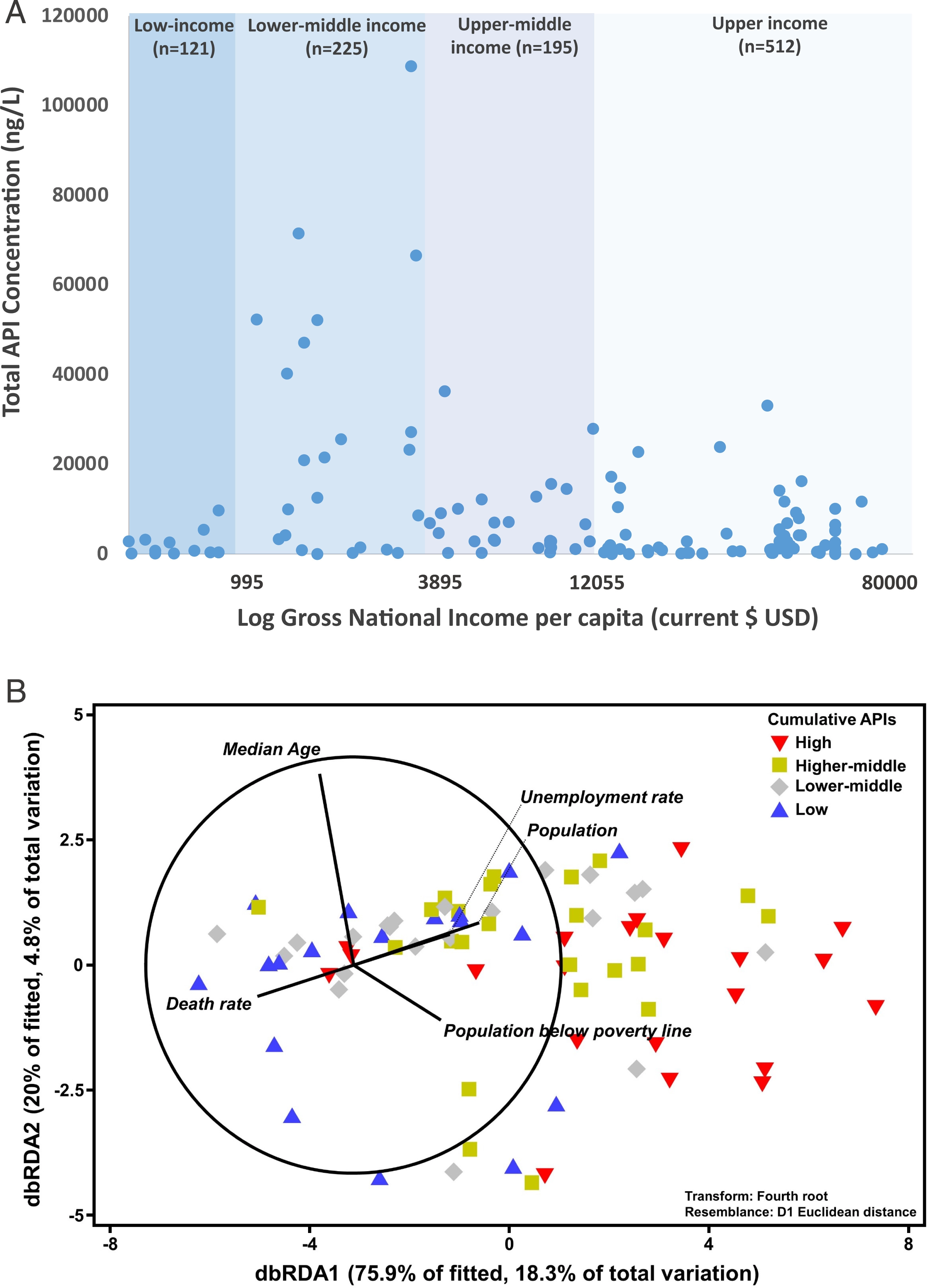
藥物累積殘餘統計呼應“污染最嚴重的地點發生在低收入和中等收入國家之內，同時與薄弱的廢水和廢物管理基礎設施，以及薄弱的製藥過程地區有關聯”的描述
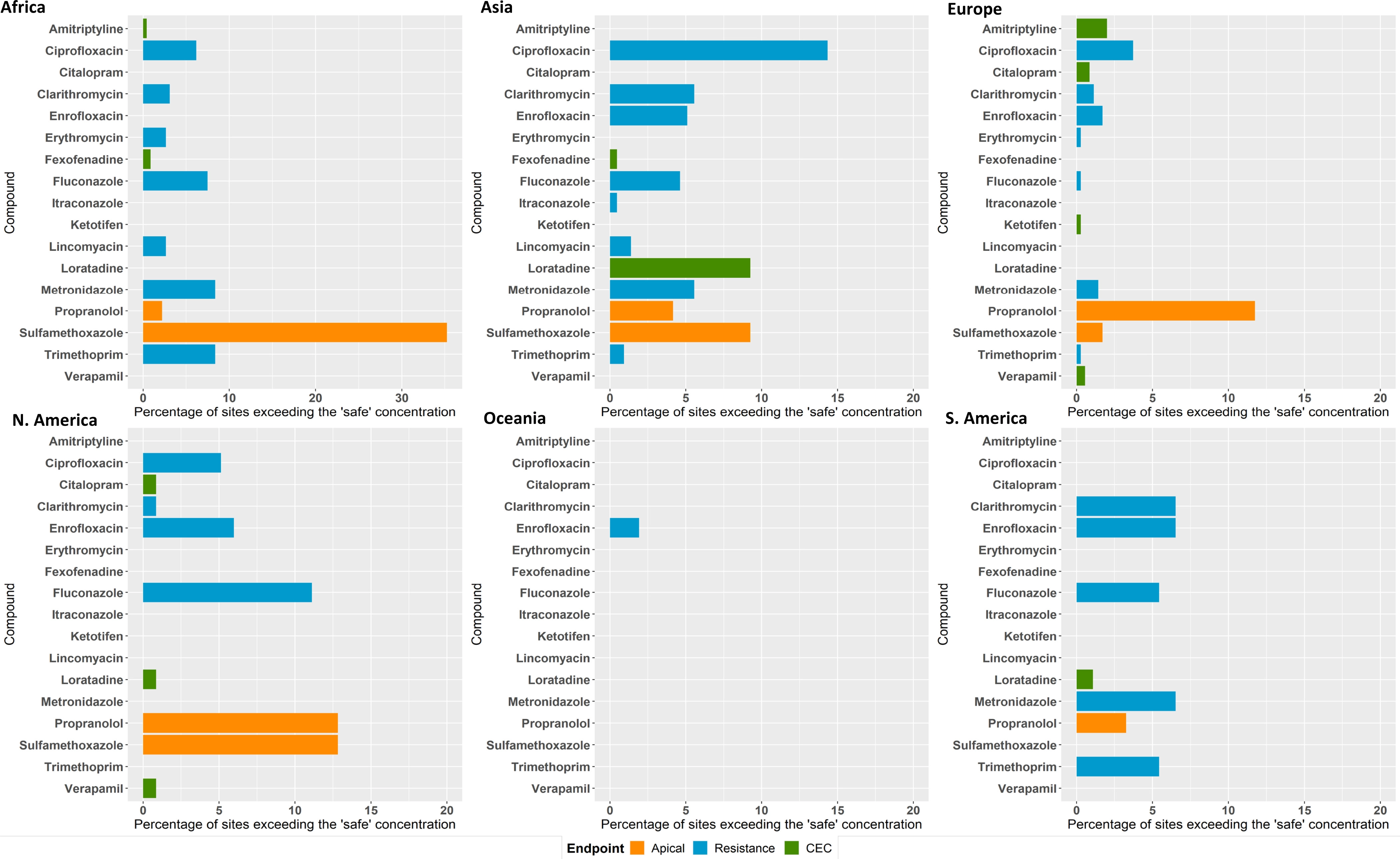
調查中顯示的超過安全標準的地點

### 娛樂性用藥
在2014年發表的一項研究報告稱，在台灣約有60萬青年活動地點附近的河流中，發現MDMA（搖頭丸）、氯胺酮、咖啡因和對乙醯氨基酚的含量激增。在2018年，普吉特海灣（西雅圖地區處理後污水流入水域）的貝類呈現羥考酮陽性反應。在各處的廢水中出現PPCPs殘餘的頻率很高，因此可利用測量廢水中的PPCPs濃度而估計出社區中的使用情況。

### 在2006年之前的研究
美國地質調查局在2002年所做的一項研究發現，在30個州的139條易受影響的溪流中，所採的樣本中有80%可檢測到一種或多種化學物質。最常檢測到的是非處方藥；另外還有清潔劑、阻燃劑、農藥、天然和合成激素，以及各種抗生素和處方藥。
在2006年所做的一項研究發現污水處理廠的流出物、地表水和沈積物中含有可檢測到的28種藥物化合物殘餘。類別包括抗生素、鎮痛藥和抗發炎藥、脂質調節劑、β-受體阻滯劑、抗驚厥藥和類固醇激素。雖然這類物質中的大多數的檢測濃度（納克/升）都很低，但這些化合物在何水準下會具有毒性，以及生物累積風險方面仍存有不確定性。

### 其他
除來自人類藥物造成的污染外，也出現擴散的污染，例如由農業藥物所造成者。在德國、法國和蘇格蘭所做的調查顯示，在污水處理廠進入河流上游的流出物中也發現有PPCPs的踪跡。 由盧森堡科技學院（Luxembourg Institute of Science and Technology, LIST）發布的noPILLS報告顯示“需要對整個醫藥產品鏈進行多點、有針對性的干預”。

## 效果

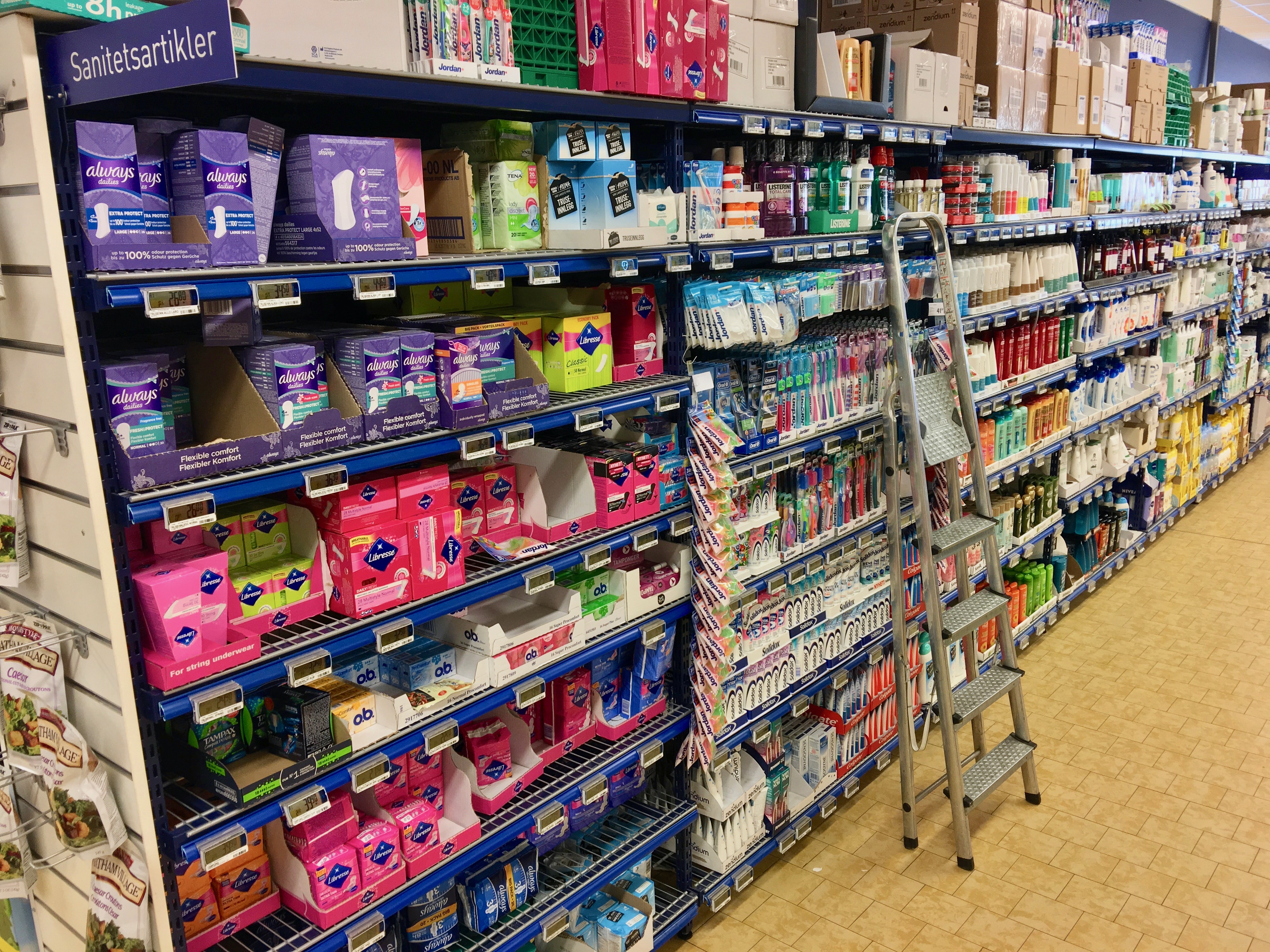
在挪威超市貨架上的PPCPs - 衛生棉條及相關產品、牙刷及其他個人護理用品。

### 人類
人類在環境中接觸到PPCPs的程度非常複雜，因素很多，包含有藥物的濃度、類型和分佈、每種藥物的藥物代謝動力、由代謝或自然降解過程對化合物結構造成的轉變以及藥物的潛在生物累積性。至於長期暴露於低水準PPCPs對人類產生如何的影響，還需要更多的研究來確定。而人們對於低濃度，不同PPCPs的混合物的總體效果也尚不清楚。
“EPA和美國食品藥品監督管理局（FDA）法規規定，在有明確的證據顯示某種物質會造成傷害之前，這種藥物或化學品不會被認為是有害的”。這表示我們不會對飲用水中的數千種污染物做測試或篩檢。因此目前並無風險評估以提供具體證據，把藥物污染與造成人類健康的不利因素做聯繫。
“然而，水生生物已經顯示出不良的健康結果。據報導，生活在污水處理廠附近的魚類已經有雌性化的現象。”
雖然研究顯示PPCPs已在世界各地的水體中存在，但尚無研究是否因此會對人類健康直接發生影響。但缺乏經驗數據並不能排除由於相互作用或長期接觸這些物質而產生不良後果的可能性。因為這些化學物質在供水中的含量可能是兆分之幾或十億分之幾，所以很難用化學方法確定確切的含量。因此許多研究的重點在確定這些藥物的濃度是否等於或高於可接受的每日攝入量 (ADI)，以及在該濃度下可發生預定的生物學結果。
除日漸增多的人擔心在環境中的藥物暴露會對人類健康造成風險外，許多研究人員還推測因此會引起抗生素抗藥性。一項研究在污水處理廠流出物、地表水和沈積物中發現有10種不同的抗生素。一些微生物學家認為如果抗生素濃度高於一種病原細菌的最小抑菌濃度（簡稱MIC），就會產生選擇壓力，而選擇性地促進抗生素抗藥性的生成。而且已有證明，即使在亞抑制濃度（例如是MIC的4分之1）下，幾種抗生素也能夠對基因表達產生影響（例如金黃色葡萄球菌調節毒素編碼基因表達所顯示）。
作為參考，MIC為60納克/毫升的紅黴素（一種常用的處方藥抗生素）對90%的實驗室培養的彎曲菌屬（美國最常見的食源性病原體）有抑制的效果。而一項研究發現，在水處理廠流出物中的紅黴素平均濃度為0.09納克/毫升。此外，在廢水處理廠的自然條件下，已經觀察到細菌之間的遺傳元素轉移，並且在接收製藥廠廢水的下水道中記錄有抗藥性細菌的選擇。 此外，如果不把污泥焚燒，而是用作農地的肥料，存在污泥中的抗生素抗藥性細菌也可能因此而進入食物鏈。

### 建議
對於防止環境中的藥物污染，已有建議及倡議被提出。重點包括：
- 教育患者正確處置未使用藥物的重要性，
- 教育醫生和患者正確處置藥物，
- 鼓勵製藥產業採取適當處置藥物的策略或回收策略，以及
- 要求醫院採取更好的廢棄藥物處置措施。[36]

首先，患者必須接受有關藥物污染及其對人類、動物和整體環境的危害影響的教育。另一倡議是藥房作為廢棄藥物回收點，例如在場所內設置回收箱，以便在顧客前來消費時，順便帶未使用或過期的藥物來此棄置。醫學基金會可將這些藥物中仍可使用者，將它們供應給需要的人，而把過量或過期的藥物銷毀。此外，教育醫生和患者正確處理藥物的重要性和避免污染環境，這樣能更進一步減少藥物浪費。
此外，讓醫院專注於危險廢物處置的更好做法被證明有益。EPA利用撥款鼓勵醫院發展有效的藥物處置做法。這種激勵措施會對全球其他醫院起示範作用。
此外，“對我們來說，開發分析方法來識別、測試和調節水系統中的藥物含量至關重要”。必須收集數據才能準確測量飲用水中藥物的程度。“應進行多項風險評估，以了解長期接觸飲用水中藥物而產生的影響”。
應制定以社區為基礎的計劃來監測暴露和健康結果。我們應該鼓勵製藥產業開發從水道中回收藥物的技術。“必須進行廣泛的研究，以確定環境中藥物污染的數量及其對動物和海洋生物的影響”。
許多藥物會未經更改而通過人體，由於即使經過常規的污水處理，也不能將這些化學物質的大部分去除，因此讓人體排泄物不進入水道有其好處。最好是讓糞便和尿液進入土壤，它們在那裡將經歷更長的時間受到大量微生物處理，同時遠離水道。:15這可通過使用尿糞分離乾式馬桶、堆肥式廁所和簡式堆肥廁所來達成目的。

### 環境
雖然我們對大多數PPCPs在環境的全面影響尚不清楚，但人們擔心它們可能會造成危害，因為當它們與環境中的其他化學物質或在食物鏈中的藥物殘餘混合時，可能會產生不可預測的作用。此外，一些PPCPs在非常低的濃度下已具活性，但它們已常遭到大量或持續的廣泛釋放。

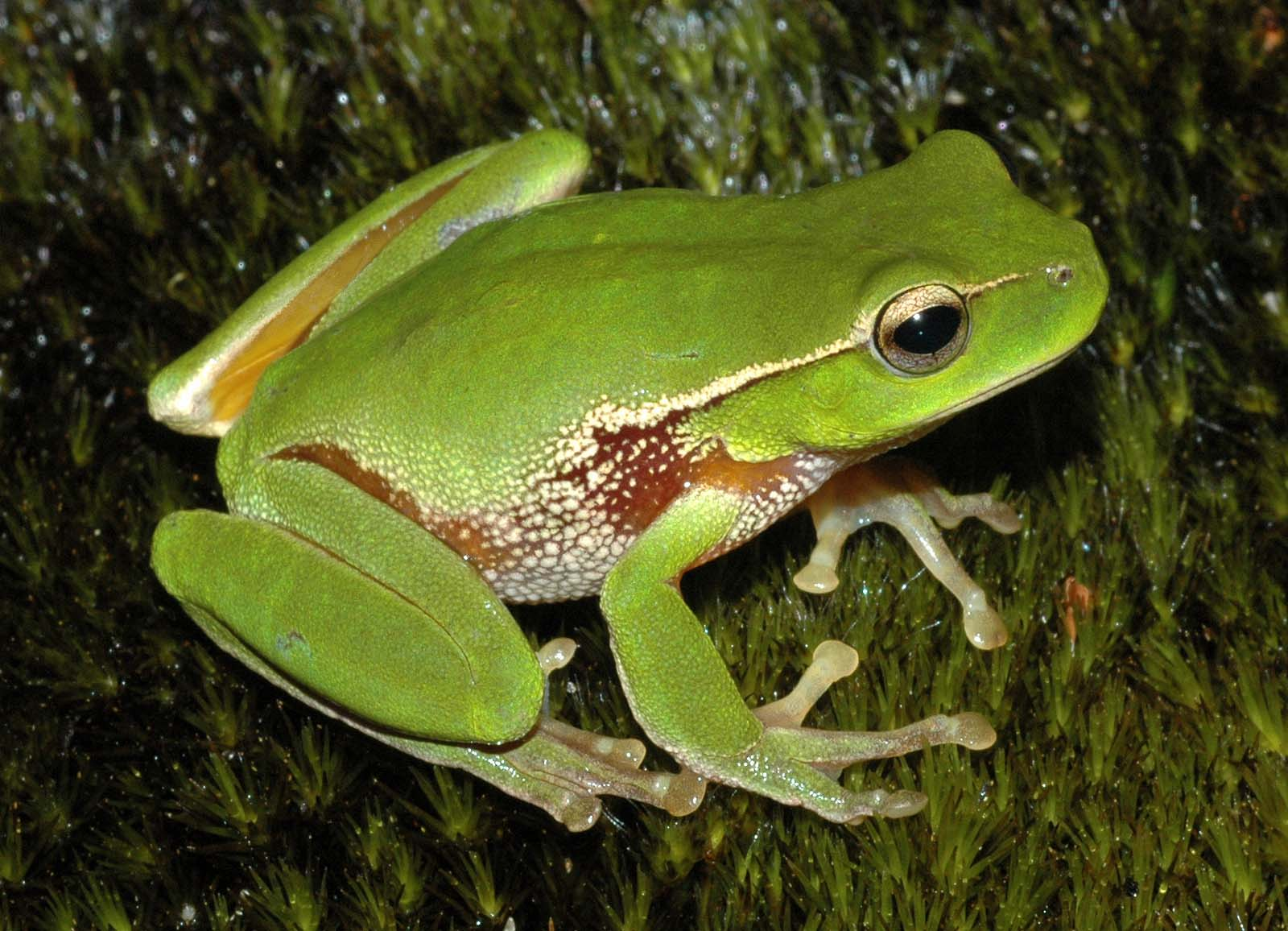
在青蛙身上曾發現的一類抗抑鬱藥，會顯著減緩它們的發育。

由於大多數PPCPs具有高水溶性，特別是水生生物易受它們的影響。研究人員發現，在青蛙中發現一類抗抑鬱藥，會顯著減緩它們的發育。由於節育和激素療法，廢水中微量的雌激素和其他合成激素的增加與暴露的魚類和其他水生生物的雌性化有關聯。這些PPCPs中的成分會影響不同魚類的雌性化或雄性化，而對它們的繁殖率產生影響。
除僅存在水道中的PPCPs，也有些成分成可在土壤中找到。由於其中有些物質需要很長時間才能，或是無法經過生物降解，而讓它們有機會進入食物鏈。雖然人們仍在調查有關這些激素及其代謝物在乳製品廢棄物處理中的散布和歸宿的資訊，但研究顯示把固體廢物透過土地掩埋應與激素污染問題有關。PPCPs的污染不僅會影響海洋生態系統，還會影響依賴這種污水的棲息地。
人們對在地表水中存有藥物，特別是會影響到曝露於處理過污水中的虹鱒而表達關心。與接受治療人類的血漿中存在藥物水準的情況，用於進行魚類血漿中這些藥物的分析，可提供一種評估與水中藥物殘餘物相關的風險的方法。
在瑞典三處不同地點，虹鱒被置入處理過，但未稀釋的污水共14天，然後測量其血漿中所含25種藥物的分析。在血漿中檢測到黃體製劑左炔諾孕酮（一種孕激素），濃度在8.5至12ng mL-1之間，超過人類治療血漿水準。這三處測得的左炔諾孕酮排放水準均會降低虹鱒的繁殖力。
這三個地點為斯德哥爾摩、哥德堡和于默奧。選擇此三處是因其有不同程度的水處理技術、地理位置與規模。出水處理包括活性污泥法、脫氮除磷（于默奧除外）、初級澄清和二級澄清。幼年虹鱒魚購自瑞典的Antens fiskodling AB和瑞典的 Umlax AB兩家公司。讓魚生活在經過曝氣、未稀釋、但處理過的流出液中。由於每個點都有污泥處理，因此可推斷並不代表處理效果不佳。在水樣中檢測到的21種藥物中，有18種在流出液中檢測到，17種在魚的血漿中檢測到，14種藥物在流出液和血漿中都檢測到。

## 目前的研究
從1960年代中期開始，生態學家和毒理學家開始對供水中含有藥物的潛在不利影響表達擔憂，但直到10年後，藥物存在水中這件事才得到充分證實。在1975年和1977年的研究發現，在處理過的水中存在痕量濃度的氯貝酸和水楊酸。對PPCPs影響的廣泛關注和研究主要始於1990年代初期。在此時，PPCPs在水道中的溶解度和含量程度，與農用化學品、工業化學品、工業廢物和副產品等更常見的污染物相比，有很大程度上遭到忽視。
從那時起，人們對於在水中及在環境中藥物化合物及代謝物具有的生態和生理風險開始給予極大的關注。在過去10年中，在這個領域所做的大多數研究都集中在類固醇激素和抗生素上。有人擔心類固醇激素可能會是內分泌干擾素。一些研究顯示，炔雌醇（一種口服避孕藥中的雌激素，也是最常用的處方藥之一）的濃度可在低至1納克/升的情況下即導致水生和兩棲野生動物的內分泌紊亂。
目前在PPCPs的研究的目的在回答下述的問題：

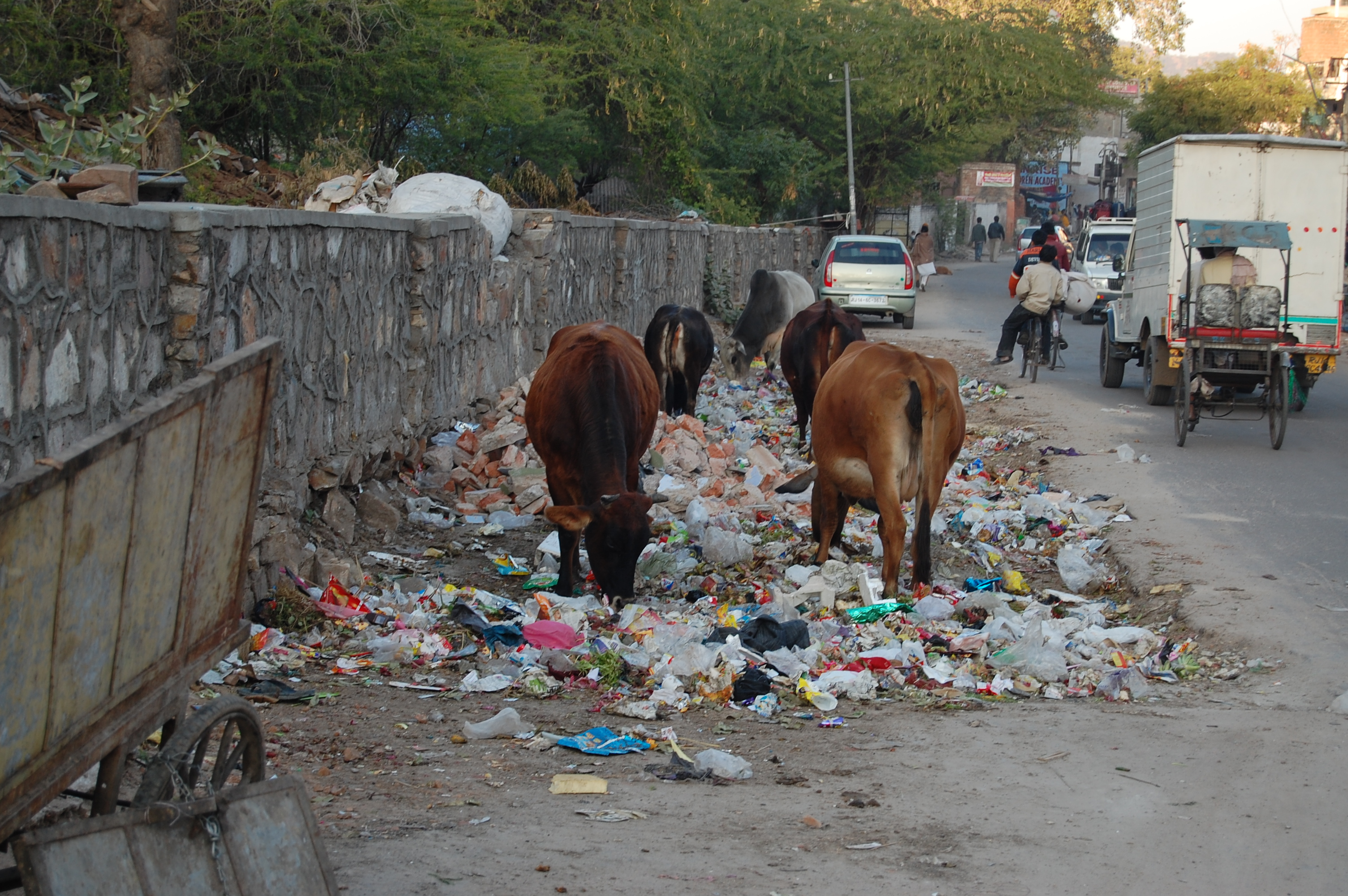
在印度拉賈斯坦邦首府齋浦爾垃圾堆中覓食的牛群，垃圾中所含有的藥物及其補充物會經過它們而進入環境中。

- 暴露於低水平的PPCPs，累積較長的時間之後， 會發生什麼影響？
- 接觸各式化學品的混合物會有什麼影響？
- 產生的影響是急性（短期），或是慢性（長期）？
- 某些人群，例如老年、非常年輕或是免疫功能受損者，是否更易受到這些化合物的影響？
- PPCPs對細菌、真菌和水生生物有何影響？
- 當前水生環境中的抗生素水準是否足以促進抗生素抗藥性？
- 接觸到類固醇激素後，對動物和人類有什麼影響？

### 藥物環境學
藥物環境學是藥物警戒性的延伸，它專門處理以治療劑量給藥的藥物對環境和生態的影響。具有這種特殊專業知識的藥理學家（稱為藥物環境學家）成為評估環境中藥物安全性團隊的必要組成分子。我們不僅要關注藥物在醫療中的影響，也要關注其對環境的影響。任何良好的臨床試驗都應著眼於藥物對環境的影響。我們在藥物環境學中需要解決的問題是藥物對環境不同部分會產生影響的確切濃度。
藥物環境學是藥理學中的一個特定領域，是對藥物經過人體的消除功能而進入生物系統的研究。

### 生態藥物警戒性
藥物警戒性是1960年沙利竇邁災難發生後出現的一門新興學科。沙利竇邁是種致畸劑，會導致可怕的胎兒肢體異常。這場災難催生出當今處理藥物安全和不良事件的做法。
根據EPA，藥物警戒性是了解藥物在使用後對人體產生的不利影響的科學。生態藥物警戒性是門涉及檢測、評估、理解和預防藥物在環境中影響人類和其他動物的不利影響的科學和活動。科學家日漸關注環境中藥物的影響。近年來，我們已能看到在環境中檢測到的人類藥物，而這些藥物通常在地表水中發現。
生態藥物警戒性的重要性是透過環境暴露以監測藥物對人類的不利影響。由於這是相對較新的科學領域，研究人員不斷開發和了解藥物對環境的影響及其對人類和動物的風險暴露。FDA要求對新藥（人類及動物）上市前須做環境風險評估。
這種預防措施已成為了解和預防藥物殘留對環境的不利影響的必要步驟。需要注意的是那些透過人類使用後排泄進入環境的藥物，以及醫院及患者對未使用藥物的不當處置。

### 生態藥理學
生態藥理學涉及化學品或藥物經過任何途徑以任何濃度進入環境，從而擾亂生態（生態系統）的平衡。生態藥理學是一個廣義的名稱，包括對“PPCPs”的研究，無論劑量和進入環境的途徑如何。
喀斯特地形含水層的地質條件有助於PPCPs從地表水進入地下水。相對上可溶的基岩會形成地陷、洞穴和伏流，讓地表水容易流入，而過程中少有過濾。由於全球有25%的人口從喀斯特地形含水層中取得飲用水，表示受到影響的人數相當巨大。在2016年對伊利諾伊州西南部喀斯特地形含水層的研究發現，在水樣中有89%測量出含有一個或多種PPCPs。三氯卡班（抗細菌化學物質）最常見，吉非羅奇（控制血脂藥物）是第二常見。檢測到的其他PPCPs包括甲氧芐啶、萘普生、卡馬西平、咖啡因、磺胺甲噁唑和氟西汀。資料顯示這些PPCPs應是由化糞池所排出。

### 污水處理廠中藥物的歸宿

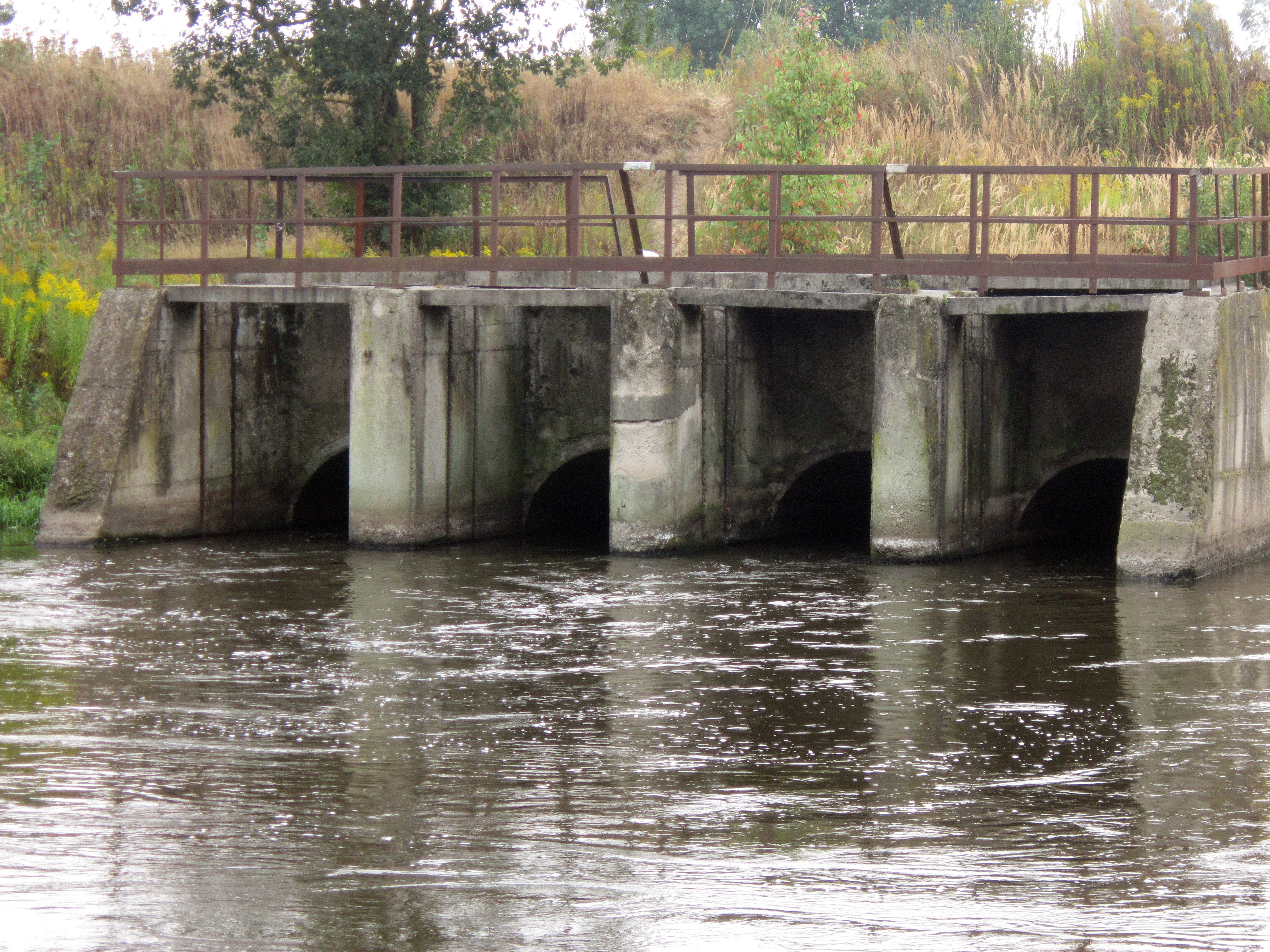
在白俄羅斯首都明斯克的污水處理廠，採用物理、化學和生物工藝去除廢水中的營養物質和污染物。

污水處理廠（簡稱STP）採用物理、化學和生物工藝去除廢水中的營養物質和污染物。通常STP配備有機械將進水中出現的固體顆粒（棉花棒、布、衛生用品等）分離。在此之後，可能會有過濾器將更細的顆粒分離，這些顆粒或許是進水之中已經存在，或是在水中加了絮凝劑進行化學處理而產生。
許多STP還包括一個或幾個生物處理步驟。通過物理方式刺激水中各種微生物物的活性，可將污水中的有機物降解，程度可達90%或更高多。在某些情況下，也會使用更先進的技術。當今最常用的先進處理步驟，尤其是針對微污染物方面的有：
- 過濾膜（英语：Membrane technology）（可代替生物處理），
- 臭氧，
- 活性炭（粉末狀或顆粒狀），
- 紫外線殺菌（英语：Ultraviolet germicidal irradiation），
- 添加高鐵酸鉀’
- 砂濾（英语：Slow sand filter）（通常作為上述步驟之後的額外步驟）。

廢水中的PPCPs很難使用常規方法去除。一些研究顯示離開污水處理廠的水中的濃度甚至會高於進入工廠者。有許多因素，包括環境的pH值、季節變化和生物特性都會影響到STP去除PPCPs的能力。 
一項在2013年針對一家飲用水處理廠的研究發現，在水源和處理過的飲用水地點，能測到的30種PPCPs中平均有76%會被去除。而使用臭氧法是去除許多PPCPs的有效方法。但也有一些PPCPs未被去除，例如用於噴霧式防蚊液的待乙妥、用於清潔劑的表面活性劑壬基酚、紅黴素以及除草劑所含有的草脫淨。
目前有幾個研究項目在進行中，目的在優化在不同條件下使用先進的污水處理技術。但先進的技術會大幅增加污水處理的成本。在2008年至2012年進行的一歐洲合作項目中，瑞士、德國、荷蘭和盧森堡4國，在4家醫院的廢水處理設施，透過使用不同和組合的先進處理技術，以比較廢水中藥物混合物的消除程度。尤其是在德國蓋爾森基興的瑪利亞醫院（天主教教學醫院）所屬的STP展示隔離膜、臭氧、粉狀活性炭和沙濾的相結合有良好的效果。但即使是使用再多的裝備也無法把所有物質完全去除，尤其是有放射性的顯影劑是幾乎無法消除。調查顯示，此類設施的處理成本可能高達每立方米需要5.50歐元。而其他研究和比較，預計處理成本將增加10%，主要是由於大量的能源需求。因此，在廣泛引入大量基礎設施投資之前，必須給予最佳可用技術一個清楚的定義。
進入STP的藥物殘留，其最終命運無法預測。有些物質似乎或多或少就完全被消除，而另一些雖然經過STP中的不同處理步驟卻未受影響。整體上尚無包含全面的知識來預測這種情況如何發生，以及為何會發生。
藥物殘留從患者體內排出之前已呈結合（與膽汁酸結合）狀態，而在污水處理的過程中發生去結合的作用，結果是STP出水口中的水比進水口的水中具有更高的游離藥物。而在STP的進水口中未能檢測到一些數量較大的藥物，表示在患者體內或在污水從家庭輸送到STP的過程中，一定曾經發生過完全新陳代謝和降解。

### 監管
美國
美國EPA已發布針對製藥廠的廢水處理法規。.也已發布針對製造廠的空氣污染法規。
EPA於2019年發布關於醫療機構處置危險醫藥廢棄物的規定。此機構還研究醫療衛生設施的處置廢棄物的做法（未使用的藥物會被沖走，而非置入固體廢物之中），但並未因此制定這類廢水處理法規。
美國並無規範消費者把廢棄藥物排放到污水處理廠（即排入下水道）的國家法規。為解決飲用水中可能存在的藥物問題，EPA在2009年在其污染物候選清單 (Contaminant Candidate List，CCL 3) 中添加三種避孕物質和一種抗生素，以便透過《安全飲用水法》進行監管。
2019年，美屬維爾京群島為保護珊瑚礁，而禁止使用會破壞珊瑚的防曬乳。

## 舉例

### 泡罩包裝
世界上的片劑中有80%都採用泡罩包裝。這種包裝有兩個主要組成部分，“蓋子”和“泡罩”（腔體）。蓋子主要由鋁和紙製成。腔體由聚氯乙烯 (PVC)、聚丙烯 (PP)、聚酯 (PET) 或鋁 (Al) 構成。如果採用適當的處置方式，這些材料均可透過回收利用，對環境的有害影響可降到最低。但如果作為普通生活垃圾，透過燃燒或拋棄的不當處理就會出現問題。
將泡罩包裝焚燒，會讓PP([C3H6]n)、PET([C10H8O4]n)和PVC([CH2CHCl]n)的燃燒產物直接造成空氣污染。這類化學品的燃燒反應和產物如下所述。
[C3H6]n + 9n/2 O2 → 3n CO2 +3n H2O
[C10H8O4]n + 10n O2 → 10n CO2 +4n H2O
[CH2CHCl]n + 2n O2 → n CO2 + n H2O + n HCl + n CO

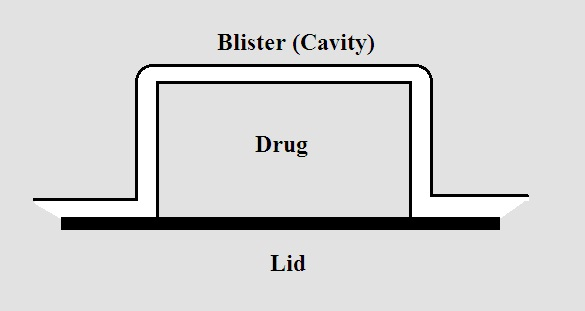
泡罩包裝的基本結構。

燃燒PP和PET對環境有害，但毒性最強的是燃燒PVC所造成，因為會產生鹽酸（HCl），刺激人類的上下呼吸道，造成不良影響。
把泡罩包裝作為普通廢棄物處理，省卻回收過程，而最終在土壤或水中積聚，而造成土壤和水的污染，因為PVC、PP和PET等化合物的生物降解過程非常緩慢。因此會破壞生態。動物攝入後會影響消化酶和類固醇激素的分泌，而降低進食刺激，導致繁殖問題發生。在低pH值的情況，鋁的溶解度會增加（參見下述公式）。而對水生和陸地生態系統產生負面的影響。
2Al(s)+ 6H+ → 2Al3+ (aq) + 3H2 (g)
通過適當的處置方法，所有泡罩包裝的材料（如PP、PE、PVC和Al）都可回收利用，並可最大限度地減少對環境的不利影響。這些聚合物看似相對簡單，但回收過程會非常複雜，因為包裝中同時包含有金屬和聚合物。
回收的第一步是採用濕式冶金法，使用鹽酸讓鋁和聚合物分離。再使用機械或化學方法回收PVC。最近的趨勢是使用可生物降解、環保的“生物塑料”，也稱為生物聚合物，如澱粉、纖維素、蛋白質、甲殼素和木聚醣的衍生物，用於藥品包裝，以減少對環境的不利影響。 

### 指甲油
在美甲沙龍工作的員工會接觸到指甲油和卸甲油（丙酮）中的數十種化學物質。指甲油含有許多成分，包括溶劑、樹脂、著色劑和色素均被被認為具有毒性。等等。 （页面存档备份，存于）在2000年代初期，指甲油中的一些有毒成分（甲苯、甲醛和鄰苯二甲酸二丁酯）開始被其他物質取代。其中一種新成分是磷酸三苯酯，它是種塑化劑，會干擾內分泌。現在有許多品牌，標榜不含三種有毒物質，甚至有不含5種，或不含12中有毒物質的產品出現。對於接觸指甲油而可能導致的健康後果（包括皮膚問題、呼吸系統疾病和神經系統疾病）的研究很少。

### 卸甲油
卸甲油（丙酮）在進入垃圾掩埋場或通過降水（如雨或雪）後而進入水體和土壤。但由於丙酮具有高揮發性，進入水體和土壤的大部分會再次蒸發並重新進入大氣。並非所有的丙酮分子都會再次蒸發，因此，當丙酮留在水體或土壤中時，就會發生反應。 

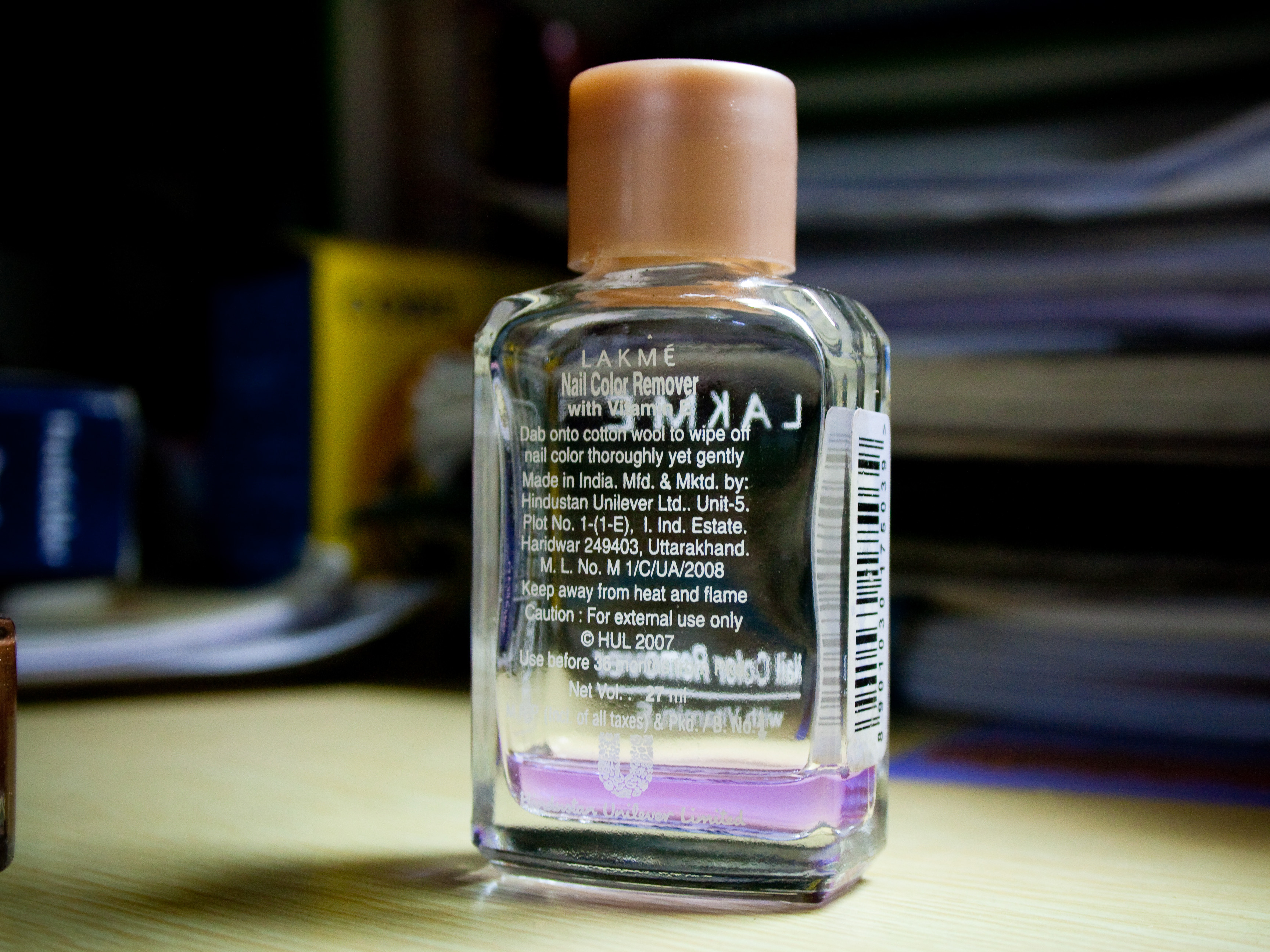
卸甲油的主要成分為丙酮。

由於丙酮是種溶劑，會溶於水。當丙酮溶於水時，它與水形成氫鍵。進入水體的丙酮越多，丙酮的濃度會升高，然後增加氫鍵的濃度。有可能達到水生生物致死劑量的水準。
丙酮也可透過垃圾掩埋場和降水進入岩石圈。但它不會與土壤結合。土壤中的微生物會分解丙酮。微生物分解丙酮的後果是它會耗用水體中的氧氣。更多的丙酮會導致更多的微生物繁殖，從而導致氧氣耗盡。
當丙酮蒸發時，會以氣相進入大氣。在氣相中，丙酮會進行光解作用並分解成一氧化碳、甲烷和乙烷。當溫度在100 - 350攝氏度之間時，會發生以下機制：
(CH3)2CO + hv → CH3 + CH3CO
CH3CO → CH3+ CO
CH3+ (CH3)2CO → CH4 + CH2COCH3
2CH3 → C2H6
丙酮進入大氣的第二個路徑是與羥自由基反應。當反應發生時，主要產物是丙酮醛。丙酮醛是種有機化合物，是許多代謝途徑的副產物。它是許多糖化終產物的前體，這些終產物是人體罹患有糖尿病或神經退化障礙等疾病的生物標記。

### 防曬乳
防曬乳含有多種化合物（例如二苯基甲酮、奧克立林、甲氧基肉桂酸辛酯等）來阻擋紫外線。這些化合物會影響珊瑚礁，並導致珊瑚白化。

## 進一步閱讀
- Kümmerer K. . Annual Review of Environment and Resources. 2010, 35: 57–75. S2CID 29671379. doi:10.1146/annurev-environ-052809-161223 .
- Kumar RR, Lee JT, Cho JY. . Journal of the Korean Society for Applied Biological Chemistry. 2012, 55 (6): 701. S2CID 83822536. doi:10.1007/s13765-012-2220-4.

## 外部連結
- . Consumer Updates. U.S. Food and Drug Administration. 2015-06-04  [2022-09-26]. （原始内容存档于2021-06-18）.